# Associatie (hoger onderwijs)
Een associatie in het Vlaamse hoger onderwijs is een samenwerkingsverband tussen één universiteit met één of meer hogescholen. De associaties werden opgericht bij de invoering van de Bachelor-masterstructuur in 2004 en zijn een concreet resultaat van het Bolognaproces.  Functie en bevoegdheden van de associaties werden in Vlaanderen vastgelegd in het Structuurdecreet. De bedoeling is om het hoger onderwijs efficiënter te organiseren:
- dubbels in het opleidingsaanbod te verminderen,
- laboratoria, centrale diensten, uitrusting, lesgevers en expertise zowel op universitair- als op hogeschool-niveau laten renderen.
- soepele overgangen tussen (professionele) bachelors en (academische) masters in te richten via schakelprogramma's, of tussen masters aan de hogeschool en masters aan de universiteit.

Een specifieke taak van de associatie is het begeleiden van het academiseringsproces van de voormalige twee cycli-opleidingen van de hogescholen. Met academisering wordt bedoeld het inbedden van onderwijs binnen een wetenschappelijk/artistieke onderzoekscontext zodat er een wisselwerking ontstaat.
Er zijn vijf associaties, rond de vijf grootste universiteiten.
- De Associatie KU Leuven van de Katholieke Universiteit Leuven en vijf hogescholen, verspreid over heel Vlaanderen (sommige van deze vijf hogescholen zijn het resultaat van recente fusies - na de associatievorming - van andere hogescholen die hier ook nog vermeld worden)
  - Katholieke Hogeschool Vives
    - Katholieke Hogeschool Zuid-West-Vlaanderen
    - Katholieke Hogeschool Brugge-Oostende

  - Odisee (Brussel)
    - Hogeschool-Universiteit Brussel
    - HUB-EHSAL (Brussel)
    - Katholieke Hogeschool Sint-Lieven

  - Thomas More
    - Katholieke Hogeschool Kempen
    - Lessius Mechelen
    - Lessius Antwerpen

  - UC Leuven-Limburg
    - Katholieke Hogeschool Leuven
    - Katholieke Hogeschool Limburg
    - Groep T-Internationale Hogeschool Leuven

  - LUCA School of Arts
- De Associatie van Universiteit & Hogescholen Antwerpen (AUHA) van de Universiteit Antwerpen en drie hogescholen uit deze stad
  - Artesis Plantijn Hogeschool Antwerpen
  - Karel de Grote-Hogeschool KH Antwerpen
  - Antwerp Maritime Academy samenwerkingsverband.
- De Associatie Universiteit Gent (AUGent) van de Universiteit Gent en drie hogescholen in Oost- en West-Vlaanderen.
  - Arteveldehogeschool
  - Hogeschool Gent
  - Hogeschool West-Vlaanderen
- De Associatie Universiteit-Hogescholen Limburg (AUHL) van de Universiteit Hasselt en de Hogeschool PXL, samen met de Transnationale Universiteit Limburg.
- De Universitaire Associatie Brussel (UAB) van de Vrije Universiteit Brussel
  - Erasmushogeschool Brussel,
  - Koninklijke Militaire School samenwerkingsverband.

De Katholieke Universiteit Brussel maakt sinds haar fusie in 2007 met verschillende Brusselse hogescholen (EHSAL, VLEKHO en HONIM) tot Hogeschool-Universiteit Brussel (HUB), deel uit van de Associatie KU Leuven.